# 八幡通 (神戸市)
八幡通（はちまんどおり）は兵庫県神戸市中央区の町名。住居表示実施済み区域。現行行政地名は八幡通一丁目から八幡通四丁目。郵便番号は651-0085。

## 地理
中央区の中央東寄り、旧・葺合区域西端南寄りに位置する。事務所ビルの立ち並ぶ商業地域。北は磯上通、東は浜辺通、南は磯辺通、西は加納町に隣接。二丁目は全域が磯上公園。

## 歴史
明治32年（1899年）に神戸市葺合の一部から成立。昭和6年（1931年）まで「葺合」を冠称して葺合八幡通と呼ばれていた。はじめ神戸市、昭和6年（1931年）より同市葺合区、昭和55年（1980年）より同市中央区の所属。はじめ五丁目まで、昭和49年（1974年）から四丁目まで。

### 地名の由来
町名は地内の小野八幡神社に因む。同神社は源頼朝が一ノ谷の戦いの際生田の森で戦死した河原太郎・次郎兄弟のため報恩寺を建てた際鎮守として建立されたとも、生田郷の人々が海岸沿いを開拓して住み着き、仁和3年（887年）に創立されたともいう。

### 沿革
- 昭和8年（1933年）：神戸市電臨港線開通。
- 昭和41年（1966年）：市電臨港線廃止。
- 昭和49年（1974年）：五丁目が磯上通八丁目や八幡通三・四丁目に編入され消滅。

## 人口統計
- 平成17年国勢調査（2005年10月1日現在）での世帯数533、人口963、うち男性443人、女性520人[2]。
- 昭和63年（1988年）の世帯数200・人口557[3]。
- 昭和35年（1960年）の世帯数37・人口147[3]。
- 大正9年（1920年）の世帯数493・人口2,127[3]。

## 施設
二丁目

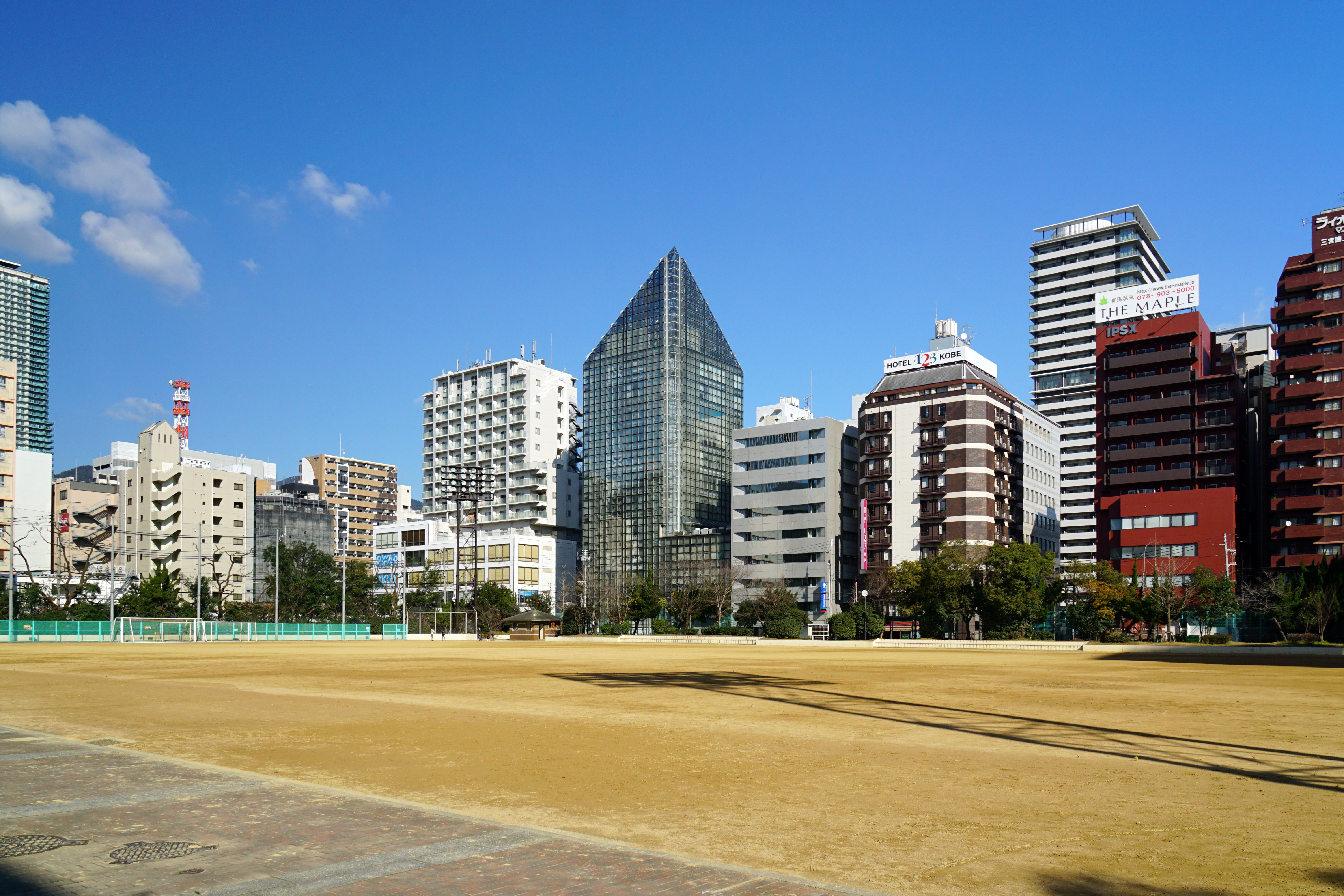
磯上公園
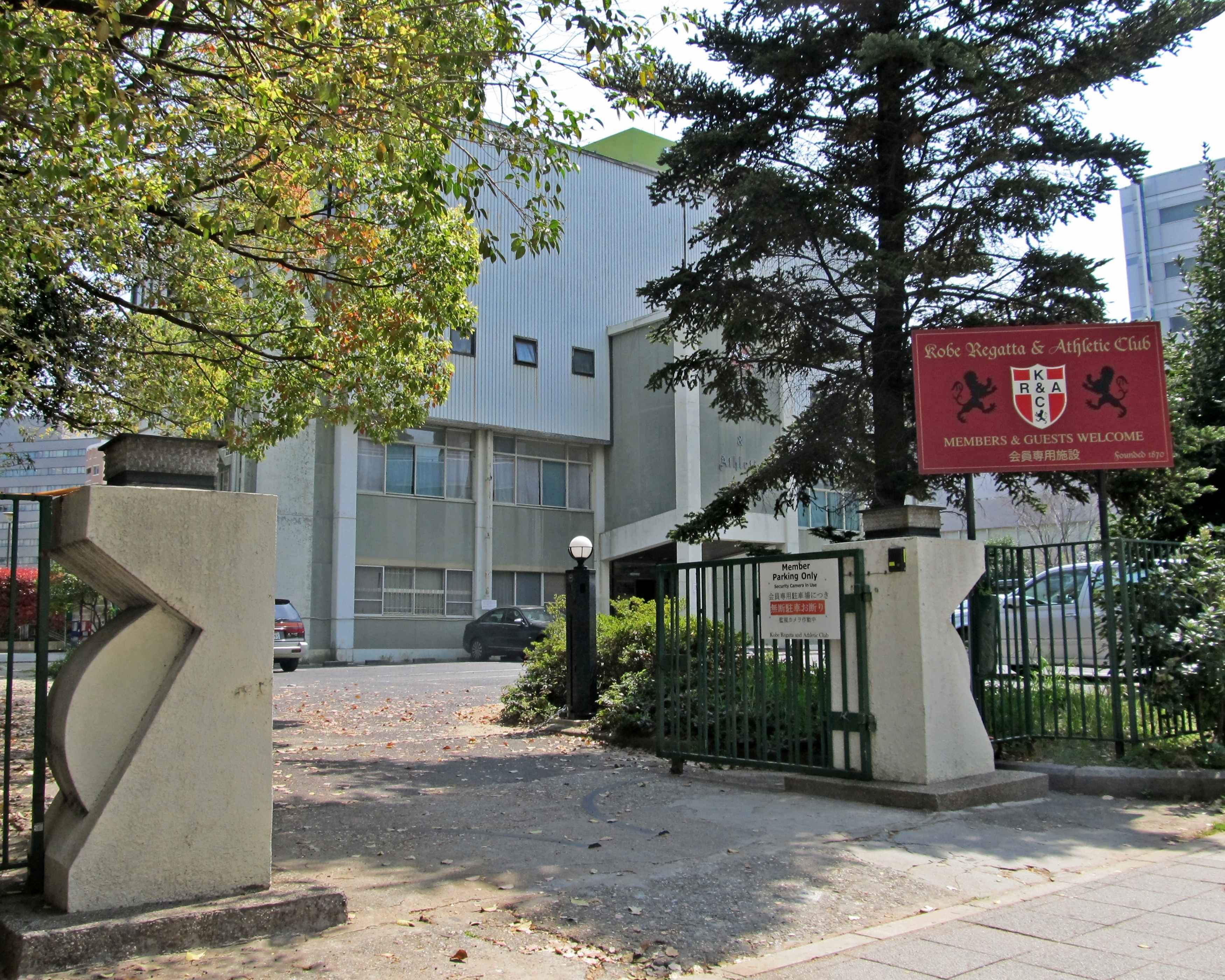
神戸レガッタアンドアスレチッククラブ
  - 磯上公園球戯場
  - 三木記念市立スポーツ会館
  - 神戸レガッタアンドアスレチッククラブ

- 磯上公園
- 神戸レガッタアンドアスレチッククラブ

三丁目
- 市営磯上住宅

四丁目
- 小野八幡神社
- 小野八幡公園
- Dグラフォート神戸三宮タワー
- 大原簿記専門学校神戸校